# Campanula spatulata
Campanula spatulata är en klockväxtart som beskrevs av James Edward Smith. Campanula spatulata ingår i släktet blåklockor, och familjen klockväxter.

## Underarter
Arten delas in i följande underarter:
- C. s. filicaulis
- C. s. spatulata
- C. s. spruneriana

## Bildgalleri

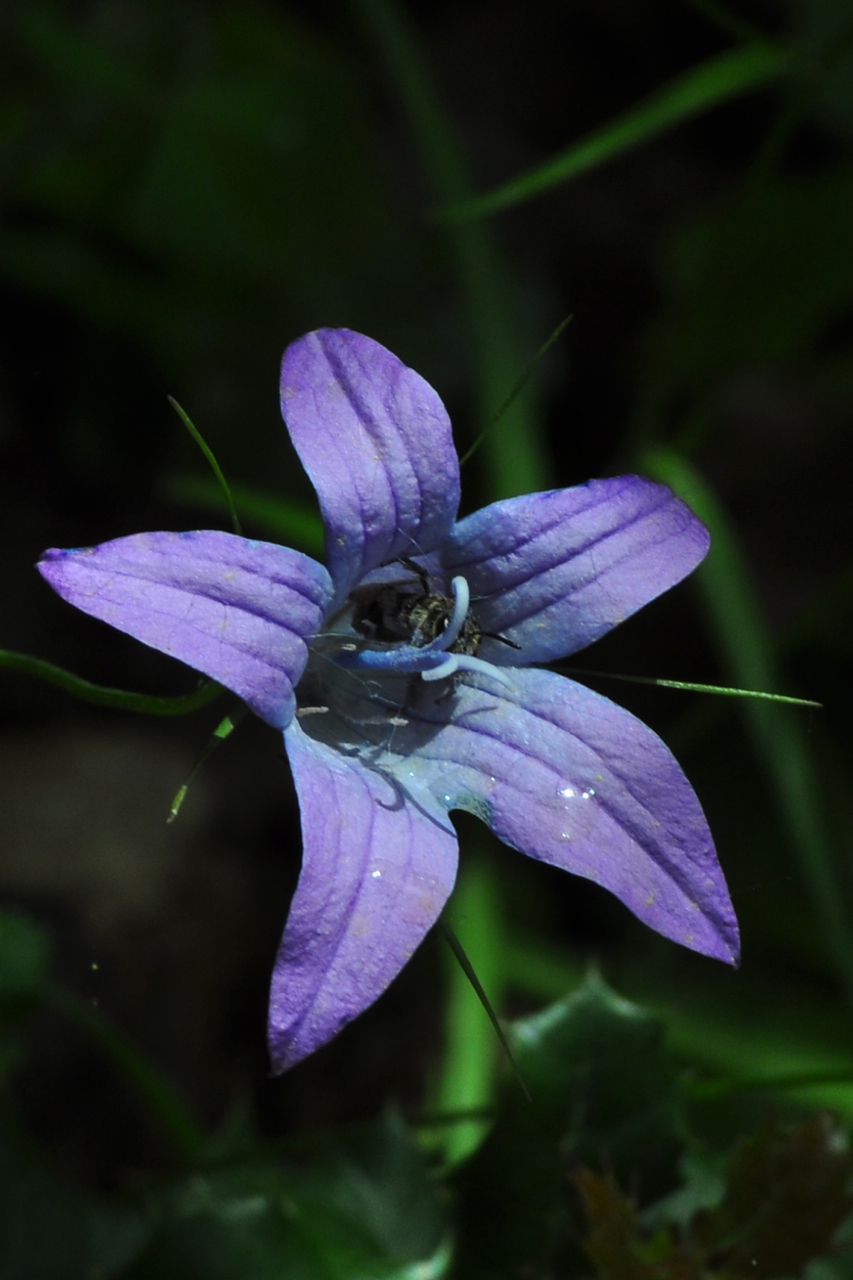